# Gran Premio di Russia 2017
Il Gran Premio di Russia 2017 è stata la quarta prova della stagione 2017 del campionato mondiale di Formula 1. La gara, corsa domenica 30 aprile 2017 sul circuito di Soči, è stata vinta dal finlandese Valtteri Bottas su Mercedes, al suo primo successo nel mondiale. Bottas ha preceduto sul traguardo il pilota tedesco Sebastian Vettel su Ferrari ed il suo compagno di squadra, il finlandese Kimi Räikkönen.

## Vigilia

### Sviluppi futuri
Durante una riunione dello Strategy Group, facente parte della F1 Commission, viene stabilito che, dal 2018, le vetture potranno utilizzare un solo tipo di lubrificante, nel corso di un weekend di gara. Viene deciso anche di limitare l'uso di pinne sul cofano e dell'appendice denominata T-wing, sempre a partire dal 2018. Dalle prossime riunioni del gruppo strategico parteciperanno rappresentanti di tutte le scuderie.
La scuderia elvetica Sauber annuncia che, dal 2018, adotterà propulsori della Honda, in luogo degli attuali Ferrari.

### Aspetti tecnici
Per questo gran premio la Pirelli offre la scelta tra gomme di mescola ultramorbida, supermorbida e morbida. Per le prime gare del campionato, fino al Gran Premio di Spagna, le allocazioni delle gomme, per mescole, saranno identiche, e decise dal fornitore.
Sono due le zone indicate dalla Federazione Internazionale dell'Automobile ove i piloti possono usare il Drag Reduction System: la prima è posta dopo la curva 1, con punto per la determinazione del distacco fra piloti posto poco prima di tale curva, mentre la seconda zona è stabilita tra le curve 11 e 13, con detection point fissato prima della curva 10. Vengono aggiunti dei cordoli alla curva 2, al fine di evitare che i piloti possano avvantaggiarsi dal taglio del cordolo, alla stessa curva.
La Honda fornitrice della power unit alla McLaren, porta, da questo gran premio, una versione aggiornata della componente denominata MGU-H. Sebastian Vettel testa, in questa gara, un nuovo tipo di calzatura, fornitagli dalla Puma.

### Aspetti sportivi
Il pilota locale Sergej Sirotkin disputa la prima sessione di prove libere, al volante della Renault di Nico Hülkenberg. Per lui sarà la quarta presenza in prove libere, dopo le gare di Russia del 2014 e 2016 e il Gran Premio del Brasile 2016.
L'ex pilota di Formula 1 Mika Salo è nominato commissario aggiunto per la gara; il finlandese ha svolto già in passato tale funzione, l'ultima al Gran Premio di Cina.
Il pilota della Toro Rosso, Carlos Sainz Jr., è penalizzato di tre posizioni sulla griglia di partenza, per aver causato un incidente nel precedente Gran Premio del Bahrein.
Da questa stagione, il gran premio gode della sponsorizzazione della banca russa VTB Bank.

## Prove

### Resoconto
La prima sessione del venerdì vede in testa i due piloti finlandesi Kimi Räikkönen e Valtteri Bottas, separati da soli 45 millesimi. L'altro pilota della Mercedes, Lewis Hamilton ha chiuso a sei decimi dal primo tempo. Quinto invece Sebastian Vettel, penalizzato, nel suo primo tentativo veloce, da bandiere rosse, che hanno portato all'interruzione della sessione. Il tedesco ha anche effettuato un testacoda, nella parte finale delle libere. Stoffel Vandoorne ha scontato dei problemi alla power unit della sua McLaren, mentre Sergej Sirotkin, che ha sostituito Nico Hülkenberg in Force India, non ha potuto far segnare nessun tempo valido, sempre per problemi tecnici.
Nella seconda sessione del venerdì, le due Ferrari di Sebastian Vettel e Kimi Räikkönen precedono le due Mercedes di circa sette decimi; le due vetture italiane hanno maggiore capacità di portare in temperatura le gomme Ultrasoft, rispetto a quelle tedesche; inoltre le due Ferrari dimostrano anche un notevole passo di gara. Il tempo di Vettel è già inferiore a quello ottenuto, quale pole position, nel 2016. Il passaggio ai freni Carbon Industries da parte dell'Haas, non evita che Romain Grosjean sia autore di un testacoda.
La McLaren sostituisce la power unit sulla vettura di Vandoorne, che così subisce una penalizzazione di quindici posizioni sulla griglia di partenza.
Anche nelle libere del sabato le Ferrari si confermano le vetture più rapide, grazie alla capacità di mandare più rapidamente in temperatura gli pneumatici. Vettel precede di tre decimi Räikkönen, mentre Bottas è staccato di pochi millesimi dal suo connazionale; più lontano risulta Hamilton. Dietro alle quattro vetture di testa si pone Max Verstappen, mentre chiude quinto Felipe Massa. Jolyon Palmer ha potuto compiere solo pochi giri: nella notte la sua scuderia ha provveduto ha sostituirgli il telaio e, al termine delle libere, decide anche per la sostituzione della power unit. Da questa sessione la Haas ritorna all'utilizzo dei freni della Brembo.

### Risultati
Nella prima sessione del venerdì si è avuta questa situazione:
| Pos | Nº | Pilota          | Costruttore | Tempo    | Gap    | Giri |
| --- | -- | --------------- | ----------- | -------- | ------ | ---- |
| 1   | 7  | Kimi Räikkönen  | Ferrari     | 1'36"074 |        | 19   |
| 2   | 77 | Valtteri Bottas | Mercedes    | 1'36"119 | +0"045 | 24   |
| 3   | 44 | Lewis Hamilton  | Mercedes    | 1'36"681 | +0"607 | 23   |

Nella seconda sessione del venerdì si è avuta questa situazione:
| Pos | Nº | Pilota           | Costruttore | Tempo    | Gap    | Giri |
| --- | -- | ---------------- | ----------- | -------- | ------ | ---- |
| 1   | 5  | Sebastian Vettel | Ferrari     | 1'34"120 |        | 36   |
| 2   | 7  | Kimi Räikkönen   | Ferrari     | 1'34"383 | +0"263 | 36   |
| 3   | 77 | Valtteri Bottas  | Mercedes    | 1'34"790 | +0"670 | 36   |

Nella sessione del sabato si è avuta questa situazione:
| Pos | Nº | Pilota           | Costruttore | Tempo    | Gap    | Giri |
| --- | -- | ---------------- | ----------- | -------- | ------ | ---- |
| 1   | 5  | Sebastian Vettel | Ferrari     | 1'34"001 |        | 17   |
| 2   | 7  | Kimi Räikkönen   | Ferrari     | 1'34"338 | +0"337 | 16   |
| 3   | 77 | Valtteri Bottas  | Mercedes    | 1'34"364 | +0"363 | 20   |

## Qualifiche

### Resoconto
Il primo tempo significativo è di Valtteri Bottas, che precede di un secondo Sebastian Vettel; le vetture della Ferrari sono però le sole, in questa prima fase, a utilizzare gomme Supersoft; tutti gli altri piloti optano per coperture Ultrasoft. L'altro pilota della Mercedes, Lewis Hamilton, compie un errore nel suo primo tentativo di tempo. Successivamente il britannico s'installa al secondo posto, dietro al compagno di team, e davanti alle Ferrari.
Fernando Alonso riesce, negli istanti finali della sessione, a entrare nei primi 15, anche perché, poco dopo, a sessione già conclusa, ma con vetture ancora in pista, Pascal Wehrlein termina in testacoda e Jolyon Palmer contro le barriere. Vengono esposte le bandiere gialle che rallentano i piloti ancora alla ricerca del tempo sufficiente per la Q2. Risultano eliminati i due piloti della Sauber, Stoffel Vandoorne, Jolyon Palmer e Romain Grosjean.
La Q2 inizia quando i commissari di pista stanno ancora rimuovendo la Renault incidentata di Palmer, tanto che nel punto della pista sono ancora agitate doppie bandiere gialle. Anche in questa fase il più rapido risulta ancora Bottas, che precede Hamilton e le due Ferrari. Sono molto distanti gli altri piloti: Max Verstappen, quinto, è oltre un secondo. In questa fase le Ferrari iniziano a utilizzare le Ultrasoft.
La lotta per l'accesso alla fase finale è intesa: Esteban Ocon riesce a entrare nei primi dieci, per la prima volta in carriera. Sono eliminati i due piloti della Toro Rosso, Lance Stroll, Kevin Magnussen e Fernando Alonso.
La Q3 si apre con un'incomprensione tra Hamilton e Nico Hülkenberg, coi due piloti che si sfiorano in un incidente. Kimi Räikkönen si pone al comando della graduatoria, davanti al compagno di scuderia Sebastian Vettel. Bottas s'inserisce al secondo posto, mentre Hamilton è solo quarto. Restano staccate le altre vetture, con le Red Bull Racing quinta e sesta, distanziate di un secondo e mezzo.
Nell'ultimo tentativo Räikkönen cade in errore nell'ultima parte del tracciato, e cede così la pole position al compagno di team. Per la Ferrari è la prima partenza al palo dal Gran Premio di Singapore 2015 e la prima doppietta in qualifica dal Gran Premio di Francia 2008. S'interrompe così una striscia di 18 pole position consecutive per la Mercedes e di 30 gare con almeno una vettura in prima fila.

### Risultati
Nella sessione di qualifica si è avuta questa situazione:
| Pos                         | Nº | Pilota            | Costruttore               | Q1       | Q2       | Q3       | Griglia |
| --------------------------- | -- | ----------------- | ------------------------- | -------- | -------- | -------- | ------- |
| 1                           | 5  | Sebastian Vettel  | Ferrari                   | 1'34"493 | 1'34"038 | 1'33"194 | 1       |
| 2                           | 7  | Kimi Räikkönen    | Ferrari                   | 1'34"953 | 1'33"663 | 1'33"253 | 2       |
| 3                           | 77 | Valtteri Bottas   | Mercedes                  | 1'34"041 | 1'33"264 | 1'33"289 | 3       |
| 4                           | 44 | Lewis Hamilton    | Mercedes                  | 1'34"409 | 1'33"760 | 1'33"767 | 4       |
| 5                           | 3  | Daniel Ricciardo  | Red Bull Racing-TAG Heuer | 1'35"560 | 1'35"483 | 1'34"905 | 5       |
| 6                           | 19 | Felipe Massa      | Williams-Mercedes         | 1'35"828 | 1'35"049 | 1'35"110 | 6       |
| 7                           | 33 | Max Verstappen    | Red Bull Racing-TAG Heuer | 1'35"301 | 1'35"221 | 1'35"161 | 7       |
| 8                           | 27 | Nico Hülkenberg   | Renault                   | 1'35"507 | 1'35"328 | 1'35"285 | 8       |
| 9                           | 11 | Sergio Pérez      | Force India-Mercedes      | 1'36"185 | 1'35"513 | 1'35"337 | 9       |
| 10                          | 31 | Esteban Ocon      | Force India-Mercedes      | 1'35"372 | 1'35"729 | 1'35"430 | 10      |
| 11                          | 55 | Carlos Sainz Jr.  | Toro Rosso                | 1'35"827 | 1'35"948 | N.D.     | 14      |
| 12                          | 18 | Lance Stroll      | Williams-Mercedes         | 1'36"279 | 1'35"964 | N.D.     | 11      |
| 13                          | 26 | Daniil Kvjat      | Toro Rosso                | 1'35"984 | 1'35"968 | N.D.     | 12      |
| 14                          | 20 | Kevin Magnussen   | Haas-Ferrari              | 1'36"408 | 1'36"017 | N.D.     | 13      |
| 15                          | 14 | Fernando Alonso   | McLaren-Honda             | 1'36"353 | 1'36"660 | N.D.     | 15      |
| 16                          | 30 | Jolyon Palmer     | Renault                   | 1'36"462 | N.D.     | N.D.     | 16      |
| 17                          | 2  | Stoffel Vandoorne | McLaren-Honda             | 1'37"070 | N.D.     | N.D.     | 20      |
| 18                          | 94 | Pascal Wehrlein   | Sauber-Ferrari            | 1'37"332 | N.D.     | N.D.     | 17      |
| 19                          | 9  | Marcus Ericsson   | Sauber-Ferrari            | 1'37"507 | N.D.     | N.D.     | 18      |
| 20                          | 8  | Romain Grosjean   | Haas-Ferrari              | 1'37"620 | N.D.     | N.D.     | 19      |
| Tempo limite 107%: 1'40"623 |    |                   |                           |          |          |          |         |

In grassetto sono indicate le migliori prestazioni in Q1, Q2 e Q3.

## Gara

### Resoconto
Nel giro di ricognizione la McLaren di Fernando Alonso si ferma all'imbocco della corsia dei box: viene ripetuta la procedura, e la gara viene accorciata di un giro.
Alla partenza Valtteri Bottas riesce a passare le due Ferrari, ponendosi al comando. Sebastian Vettel è secondo, davanti al compagno di team Kimi Räikkönen, che resiste al tentativo di sorpasso di Lewis Hamilton, che si protegge anche dalle Red Bull Racing. Nel primo giro vi è un contatto tra Jolyon Palmer e Romain Grosjean: la direzione di gara decide per l'invio in pista della Safety Car. Alla ripartenza la classifica rimane invariata, con Bottas davanti alle due Ferrari e a Hamilton.
Al quinto giro Daniel Ricciardo, a causa di problemi ai freni, rallenta, prima di ritirarsi, mentre era settimo. La gara prosegue con Lewis Hamilton che lamenta problemi di potenza alla sua vettura. La classifica rimane congelata fino al giro 20, quando iniziano i cambi gomme dei piloti di testa: il primo è Felipe Massa. Al giro 27 tocca al leader della gara, e due giri dopo a Räikkönen. Al comando si trova così Vettel, con 19 secondi e mezzo di margine su Bottas. Lewis Hamilton effettua la sosta al giro 30, mentre il tedesco della Ferrari prova ad allungare il margine di vantaggio su Bottas, fermandosi solo al giro 34.
La classifica, dopo le soste, vede sempre primo Valtteri Bottas, con 4 secondi e 4 di vantaggio su Sebastian Vettel; seguono i due compagni di scuderia dei primi due, poi Max Verstappen.
Al giro 37 Bottas arriva lungo in una curva, consentendo a Vettel di avvicinarsi. Negli ultimi giri il tedesco lima il distacco dal primo, portandosi anche a meno di un secondo di distanza. Nell'ultimo giro, Vettel sfiora la collisione con Felipe Massa, al momento del doppiaggio, perdendo così l'opportunità di attaccare Bottas nelle ultime curve della gara.
Valtteri Bottas si aggiudica, per la prima volta, una gara valida per il campionato mondiale di F1, precedendo Sebastian Vettel e Kimi Räikkönen, al primo podio in stagione. Lewis Hamilton, quarto, per la prima volta nel 2017, manca invece l'arrivo nei primi tre. Bottas è il centosettesimo pilota ad aver vinto una gara iridata, ed è il primo vincitore che proviene dalla GP3 Series. È stata anche la prima vittoria di una vettura che porta il numero 77. Vettel ha conquistato il suo novantesimo podio, mentre la Mercedes ha fatto segnare il quattrocentesimo podio, come motorista.

### Risultati
I risultati del Gran Premio sono i seguenti:
| Pos | Nº | Pilota            | Costruttore               | Giri | Tempo/Ritiro              | Griglia | Punti |
| --- | -- | ----------------- | ------------------------- | ---- | ------------------------- | ------- | ----- |
| 1   | 77 | Valtteri Bottas   | Mercedes                  | 52   | 1h28'08"743               | 3       | 25    |
| 2   | 5  | Sebastian Vettel  | Ferrari                   | 52   | +0"617                    | 1       | 18    |
| 3   | 7  | Kimi Räikkönen    | Ferrari                   | 52   | +11"000                   | 2       | 15    |
| 4   | 44 | Lewis Hamilton    | Mercedes                  | 52   | +36"320                   | 4       | 12    |
| 5   | 33 | Max Verstappen    | Red Bull Racing-TAG Heuer | 52   | +1'00"416                 | 7       | 10    |
| 6   | 11 | Sergio Pérez      | Force India-Mercedes      | 52   | +1'26"788                 | 9       | 8     |
| 7   | 31 | Esteban Ocon      | Force India-Mercedes      | 52   | +1'35"004                 | 10      | 6     |
| 8   | 27 | Nico Hülkenberg   | Renault                   | 52   | +1'36"188                 | 8       | 4     |
| 9   | 19 | Felipe Massa      | Williams-Mercedes         | 51   | +1 giro                   | 6       | 2     |
| 10  | 55 | Carlos Sainz Jr.  | Toro Rosso                | 51   | +1 giro                   | 14      | 1     |
| 11  | 18 | Lance Stroll      | Williams-Mercedes         | 51   | +1 giro                   | 11      |       |
| 12  | 26 | Daniil Kvjat      | Toro Rosso                | 51   | +1 giro                   | 12      |       |
| 13  | 20 | Kevin Magnussen   | Haas-Ferrari              | 51   | +1 giro                   | 13      |       |
| 14  | 2  | Stoffel Vandoorne | McLaren-Honda             | 51   | +1 giro                   | 20      |       |
| 15  | 9  | Marcus Ericsson   | Sauber-Ferrari            | 51   | +1 giro                   | 18      |       |
| 16  | 94 | Pascal Wehrlein   | Sauber-Ferrari            | 50   | +2 giri                   | 17      |       |
| Rit | 3  | Daniel Ricciardo  | Red Bull Racing-TAG Heuer | 5    | Freni                     | 5       |       |
| Rit | 30 | Jolyon Palmer     | Renault                   | 0    | Collisione con R.Grosjean | 16      |       |
| Rit | 8  | Romain Grosjean   | Haas-Ferrari              | 0    | Collisione con J.Palmer   | 19      |       |
| NP  | 14 | Fernando Alonso   | McLaren-Honda             | 0    | Power unit                | —       |       |

## Classifiche mondiali

### Piloti
| Pos | Pilota           | Punti |
| --- | ---------------- | ----- |
| 1   | Sebastian Vettel | 86    |
| 2   | Lewis Hamilton   | 73    |
| 3   | Valtteri Bottas  | 63    |
| 4   | Kimi Räikkönen   | 49    |
| 5   | Max Verstappen   | 35    |
| 6   | Daniel Ricciardo | 22    |
| 7   | Sergio Pérez     | 22    |
| 8   | Felipe Massa     | 18    |
| 9   | Carlos Sainz Jr. | 11    |
| 10  | Esteban Ocon     | 9     |
| 11  | Nico Hülkenberg  | 6     |
| 12  | Romain Grosjean  | 4     |
| 13  | Kevin Magnussen  | 4     |
| 14  | Daniil Kvjat     | 2     |

### Costruttori
| Pos | Costruttore          | Punti |
| --- | -------------------- | ----- |
| 1   | Mercedes             | 136   |
| 2   | Ferrari              | 135   |
| 3   | Red Bull-TAG Heuer   | 57    |
| 4   | Force India-Mercedes | 31    |
| 5   | Williams-Mercedes    | 18    |
| 6   | Toro Rosso           | 13    |
| 7   | Haas-Ferrari         | 8     |
| 8   | Renault              | 6     |

## Decisioni della FIA
Stoffel Vandoorne e Kevin Magnussen, oltre alle penalità di cinque secondi comminategli in gara, subiscono la decurtazione di 1 punto sulla Superlicenza per aver tagliato la prima chicane ed esser rientrati in pista senza rispettare le segnalazioni della Direzione gara.
Non vengono invece presi provvedimenti per l’incidente alla partenza tra Romain Grosjean e Jolyon Palmer.